# Barranda
Barranda es una pedanía del municipio de Caravaca de la Cruz en la Región de Murcia (España). Tiene 810 habitantes (2019). 

## Geografía

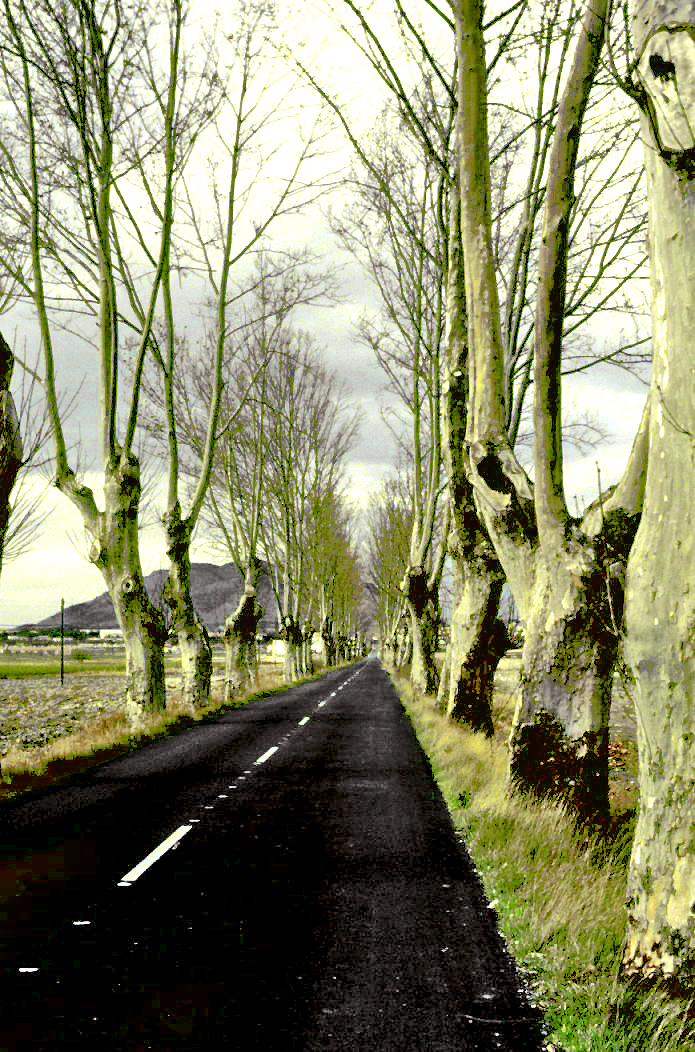
Antigua carretera C-330 junto a Barranda, a mediados de la década de 1980.

La localidad de Barranda se encuentra en pleno corredor que comunica Caravaca de la Cruz con la Puebla de Don Fadrique (Granada) a través de la RM-730, en el punto en donde también comienza la carretera MU-702 a través de la cual se accede a Archivel y al Campo de San Juan.
En sus proximidades se encuentra tanto el curso alto del río Argos como la sierra de Mojantes.

## Fiestas
En la zona central del pueblo se localiza la plaza donde cada año se lee el pregón, una crítica burlesca de los acontecimientos vividos por sus habitantes. Este acontecimiento pertenece al programa de las fiestas en honor a la Virgen de la Candelaria, que se celebran desde el último domingo de enero al 2 de febrero. 
También destaca por su popularidad el día de las Cuadrillas (último domingo de enero) donde los habitantes y visitantes pueden disfrutar de música en cada rincón del pueblo. Durante la mañana las cuadrillas invitadas se distribuyen a lo largo de las calles y plazas, en un lugar fijo, desde donde muestran sus bailes y ritmos llegados de diferentes lugares del sureste mientras que por la tarde se propicia el choque de cuadrillas, rememorando las épocas en que una cuadrilla salía del núcleo principal o pueblo y se encontraba con otra. En ese encuentro los "guiones" improvisaban coplas ingeniosas intentando solapar al de la otra cuadrilla, o bien, la cuadrilla cuya música tocara a mayor volumen acabaría acallando a la otra.
La Fiesta de las Cuadrillas está declarada de Interés Turístico Nacional.

## Patrimonio
Desde 2006 cuenta con el Museo de Música Étnica de Barranda, en el que se expone la Colección Carlos Blanco Fadol.